# 데시데리위스 에라스뮈스
데시데리위스 에라스뮈스(네덜란드어: Desiderius Erasmus, 1466년 10월 28일 ~ 1536년 7월 12일) 또는 통칭 에라스무스는 네덜란드 태생의 서방교회 성직자이자 인문주의자이다. 서방교회의 종교개혁 운동에 영향을 준 기독교 신학자이다.
이름 뒤에 Roterodamus를 붙여 데시데리우스 에라스무스 로테로다무스(라틴어: Desiderius Erasmus Roterodamus)로 부르기도 한다. 이는 그의 라틴어 필명이었다. 데시데리우스는 갈망(desire)을 의미하는 라틴어 명사인 데시데리움(desiderium)의 변형이고, 에라스무스는 '사랑받는'을 뜻하는 그리스어 에라스미오스(ἐράσμιος)의 변형이고, 로테르다무스는 네덜란드 도시인 '로테르담의'를 뜻하는 라틴어 형용사이다.

## 신학
에라스무스는 "인문주의자들의 왕자"라는 칭호를 누렸고, 순수한 라틴어 문체를 구사하는 고전적인 학자였다. "최고 영광의 기독교 인문주의자"로도 불렸다. 그는 헬라 그리스어의 신약성서를 라틴어로 새롭게 다시 번역했다. 이는 서방교회의 기독교 사상에 의문을 표시하면서 서방교회의 종교 개혁과 종교개혁 찬성파와 반대파가 천주교와 개신교로 분리된 이후에 개혁 반대파였던 가톨릭 개혁에도 영향을 끼쳤다. 그의 다른 작품으로 《우신 예찬》, 《기독교 기사의 안내서》등이 있다.
에라스무스가 살았던 시대는 많은 지식인들이 서방교회 제도로 발생한 성직자의 권한 남용을 비판하던 때였다. 어떤 비평가들은 교황중심주의의 폐해를 지적했고 새로운 신학 체계를 세웠다. 에라스무스도 동시대 주류 서방교회의 신앙과 부정, 관행을 비판하던 교회 개혁가 중 한 사람이다. 한편 그는 서방교회 전통인 자유 의지(free will) 관념을 지지했다. 그래서 그는 종교개혁 사상 중 예정론을 지지하는 칼뱅주의자들과 마찰이 있었다. 그의 이러한 중립 노선은 마르틴 루터 같은 서방교회 개혁 찬성파인 종교개혁자들과 개혁 반대파인 '교황주의자' 양쪽의 실망과 분노를 샀다. 로마 교황청의 부정부패와 성직자의 권한 남용을 비판했지만, 에라스무스는 종교개혁의 찬성파인 개신교와 개혁 반대파인 천주교회 어느 한 쪽으로 기울지 않았다. 서방교회 개혁 찬성파인 종교개혁가 마르틴 루터는 그를 경멸조로 조롱했고, 서방교회 개혁 반대 교황주의자들의 트리엔트 공의회는 그를 ‘불경스런 이교도’로 정죄했다. 이처럼 개신교와 천주교 양쪽 교회들로부터 배척을 당했지만 에라스뮈스는 많은 당대 신학자들의 지지를 받으며 전 유럽에서 대단한 인기를 누렸다. 뿐만 아니라 서구 문학사에서 근대성의 효시로 여겨지는 프랑스의 라블레, 스페인의 세르반테스, 영국의 셰익스피어에게도 지대한 영향을 미쳤다. 그는 1536년 바젤에서 죽었다.

## 생애

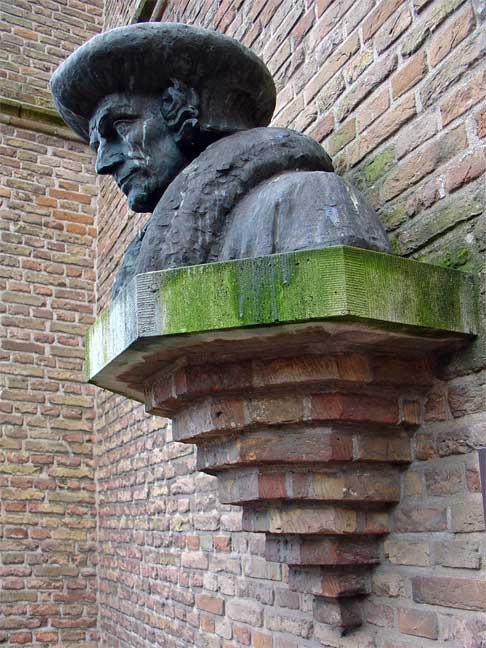
힐도 크롭이 만든 흉상 (1950) 구다(Gouda)에 있으며, 이곳은 에라스무스가 어렸을 때 살았던 곳이다.

### 생애 초기
에라스무스의 네덜란드어 초명은 헤이르트 헤이르츠(네덜란드어: Geert Geerts)였다. 1466년 또는 1469년 10월 27일 로테르담에서 태어났다. 정확한 생년은 알려지지 않았다. 네덜란드의 역사가 요한 하위징아에 따르면 그는 27일 또는 28일의 밤에 태어났고 10월 28일이 생일로 기념됐다. "에라스무스"라는 이름은 성인의 이름을 따서 세례명으로 받았을 가능성이 있다. 로테르담에서 태어났지만 그는 4년 동안만 그곳에서 살았고 로테르담을 떠난 후에 다시 돌아오지 않았다. 그의 가족과 어린 시절에 대한 정보는 그의 저작에서 찾을 수 있지만 모호한 부분도 있다. 그가 약혼으로 태어난 사생아였다는 것은 확실하다. 그의 아버지는 나중에 로헤 헤라트(Roger Gerard)라고 불리는 서방교회의 성직자, 사제가 되었다. 어머니에 대해서는 이름이 마하레트(Margaret)라는 것과 외과의사의 딸이었다는 것만 알려진다. 그는 약혼 관계의 사생아였으므로 부모와 함께 가정의 자녀로 보살핌을 받았다. 그의 부모는 1483년에 흑사병으로 일찍 죽을 때까지 그를 키웠다. 이 시절에 그는 여러 수도사 학교에서 수학했다. 특히 공동생활 형제회(Brethren of the Common Life)가 운영한 학교에서 그는 《그리스도를 따라서》(The Imitation of Christ)라는 책을 통해 신과의 개인적 만남의 중요성에 대해 연구하고, 수도원과 학교의 엄격한 규율을 피했다.
1487년 스테인(Steyn) 마을에 있는 아우구스티누스 수도회의 수도원에 있을 때, 그는 동료 수사였던 세르바티우스 로게루스(Servatius Rogerus)에게 열정적인 편지를 보내곤 했다. 에라스무스는 그를 "나의 반 쪽"이라고 부르면서 "불행하고 잔인하게도 나는 너를 좋아한다"고 썼다.

### 서품식과 수도사 시절
1492년 에라스무스는 가난 때문에 수도원에 들어간다. 25살에 그는 서방교회의 사제로 서품받았고, 마지못해 아우구스티누스 교회법에 맹세했다. 그러나 그는 서방교회 사제로서 일을 오랫동안 적극적으로 할 생각은 없었던 것 같다. 그가 일생 동안 꾸준히 교회의 부정부패에 대해 비판했고, 그 비판에는 수도원 제도에 대한 것도 포함됐기 때문이다. 사제서품을 받고 오래지 않아, 캉브레(Cambrai) 지역 주교의 비서직을 제공받으면서, 그는 수도원 밖에서 지낼 수 있는 기회를 잡았다. 그의 뛰어난 라틴어 실력과 지식인으로서의 명성 덕분이었다. 주교의 비서로 일해야 하는 점과 건강상의 이유로 그는 사제로서의 의무에서 일시적으로 면제됐다. 이후 교황 레오 10세는 이 면제를 영구적인 것으로 만들었다. 이것은 당시에는 상당한 특권이었다.

### 학문과 방랑 생활

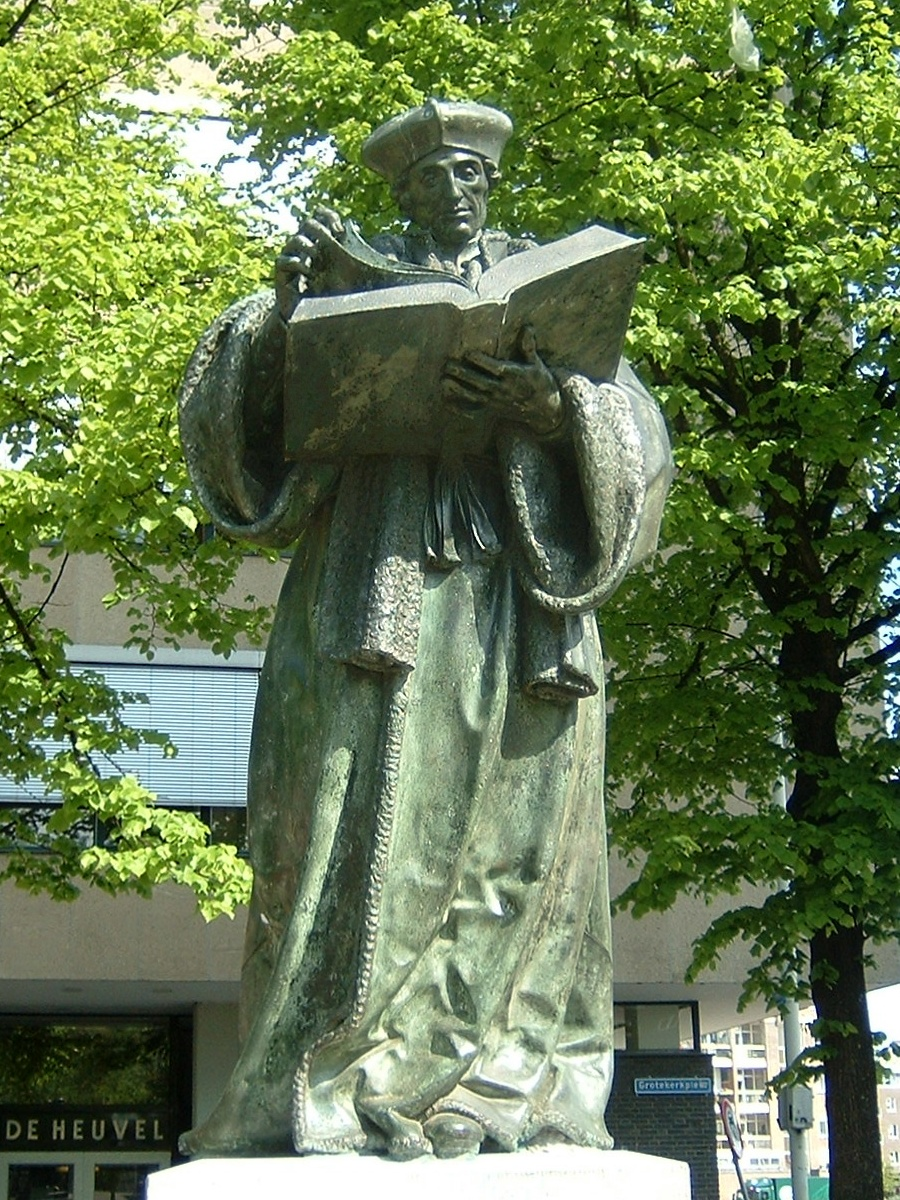
로테르담에 있는 에라스뮈스 동상

에라스무스는 어느 한 장소에 정착하지 않고 주로 파리, 루뱅, 영국, 바젤에서 활동했다. 1495년 주교의 동의를 받아 생활비와 학비를 지원받으면서 그는 파리 대학의 몬테귀 콜레주(Collège de Montaigu)에 유학했다. 그곳은 잔 스탄돈크(Jan Standonck)의 주도로 프랑스 교회 개혁 운동의 중심지였다. 이전에 파리 대학은 스콜라 철학으로 유명했지만 당시에는 이미 르네상스 인문주의 영향에 놓여 있었다.
1498년 영국에 건너가 토머스 모어 등과 사귀었으며, 그 유명한 《우신예찬》도 에라스무스가 토머스 모어에게 보내는 서신형식으로써 쓴 풍자소설이다. 옥스퍼드 대학교에서 그리스어를 가르치기도 하였다. 1499년 영국에서 에라스무스는 존 콜렛(John Colet)의 성서 연구법에 강한 인상을 받았다. 콜렛의 연구법은 스콜라 철학보다 교부 철학과 유사했다. 불가타 성서를 새롭게 해석하고 더 심층적으로 신학을 연구하기 위해, 에라스뮈스는 영국을 떠날 때까지 그리스어를 익혔다. 만성적인 가난에도 그는 3년간의 집중적인 노력으로 그리스어를 성공적으로 익혔다. 그는 책과 돈을 보내달라고 친구들에게 계속 편지를 보내곤 했다. 물론 그가 말하는 돈은 공부할 돈이지, 탐욕은 아니다. 실제 중앙교육연구원이 영국 엑스터출판사의 원전을 우리말로 옮겨서 펴낸 《구텐베르크》 전기에 의하면, 그는 나에게 돈이 있다면, 생활비 외에 책을 사는 데 쓸 것이라고 말할 만큼 학문을 사랑하였다.
1506년부터 1509년까지 그는 이탈리아에서 학자들과 사귀고 있었다. 1506년에 토리노 대학교를 졸업했다. 그는 베네치아에서 알두스 마누티우스(Aldus Manutius)의 출판소에서 시간을 보내기도 했다. 그의 편지에 따르면 베네치아의 자연 철학자 귈리오 카밀로(Giulio Camillo)와도 교류했지만 에라스뮈스와 이탈리아 학자들과의 교류는 예상보다 적다.
루벤에 머물렀을 때 에라스무스는 금욕주의적인 학자와 성직자들로부터 많은 비판을 받았다. 금욕주의자들은 문학 원리와 종교 개혁과 르네상스 인문주의자의 사고방식에 적대적이었다. 이러한 박해를 피해, 그는 바젤에 조용한 집을 구했다. 스위스의 환대와 비호 덕분에 그는 자유롭게 자신의 견해를 표명할 수 있었다. 그래서 바젤에 비교적 오래 머물렀다. 이곳에서 유명한 출판업자였던 요한 프로벤(Johann Froben)과도 교류했다. 실제 그는 우신예찬을 펴낸 뒤에 수도원장과 주고받은 편지에서 요한 프로벤을 언급하고 있다.

### 생애 후기
다시 영국으로 건너가 케임브리지 대학교에서 《우신예찬》을 써서 비상한 반응을 얻었다. 우신예찬은 어리석음(Stultitia)을 의인화한 모리아(moria)를 예찬하는 글로써 가톨릭교회를 비판한 풍자문학이다.  그는 "가장 행복한 사람은 학문이나 예술에서 떠나 자연만을 주인으로 모시게 된 사람이다"라고 하면서 권위주의에 빠진 기독교를 비판하고 직업적인 성직자를 비난하였다. 또한 성직자들의 학문수준이 낮음을 걱정하였다.
에라스무스는 중년 이후에 당시 본격화되던 루터의 종교개혁에 대해, 교회 권력에 대한 루터의 비판에 호의적이기는 했으나, 극단적인 신앙을 싫어하여 루터와 대립하여 중도를 취하였다. 이것이 원인이 되어 에라스무스는 천주교와 개신교 양 극단으로부터 비난을 받고 곤경에 처한다.
결국 스위스로 돌아가 바젤에서 말년을 보내다가 1536년 그곳에서 생을 마감했다. 에라스뮈스는 전 유럽에 영향을 미쳤다.

## 교회 개혁
에라스무스는 기독교의 국교화 이후 12세기 교회의 분열로 정치 권력화된 서방교회의 교황주의적 교회제도가 지닌 절대권위에 대해 비판적인 인문주의자였다. 당시 인문주의자들은 고대 언어(라틴어, 그리스어)를 공부하면서 성서도 같이 연구했기 때문에 교회를 비판적으로 보는 안목을 갖고 있었던 것이다. 이는 서방교회의 도덕적인 타락을 비판한 《우신예찬》(라틴어: Moriae Encomium) 저술로 실천되었다. 《우신예찬》은 영국 방문 기간 동안 토마스 모어(Thomas More, 1478년-1535년)의 집에서 쓴 교회비판서로서, 부패한 중세 로마 가톨릭 교회의 방종과 폐습을 신랄하게 비판하고 야유를 보내는 내용을 담고 있다.

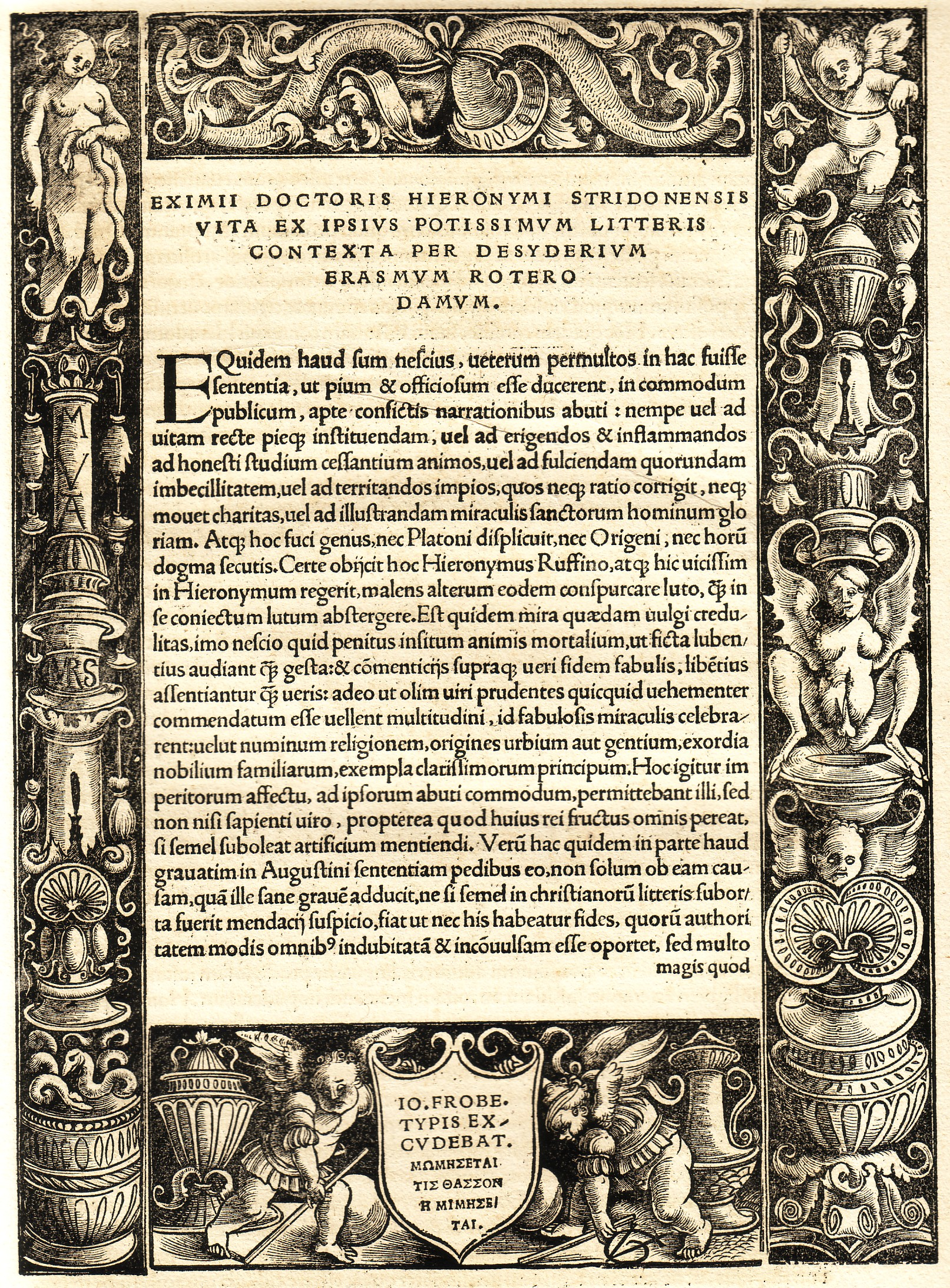
요한네스 프로벤이 1516년 출간한 책

1516년에는 그리스어판 신약성서를 출판했다. 에라스뮈스판 성서는 그리스어 원본과 라틴어 번역을 같이 달아서 독자들의 이해를 돕고 있으며, 10여 개의 성서번역본을 참고했다. "모든 성서가 전 세계의 여러 말로 번역되고, 시골 농부와 베 짜는 아낙네 그리고 여행객이 성서 읽기로 지루함을 달래길 바랍니다."라는 번역자의 서문에서 알 수 있듯이, 에라스뮈스의 성서 번역은 잘못된 성서 해석을 막는다는 명분으로 교황의 뜻을 따라 성직자가 성서 해석을 독점하던 중세 교황 중심적 서방교회의 극단적인 알레고리 성경해석의 잘못을 바로잡기 위한 교회 개혁운동 중 하나였다. 특히 서문에 나타난 성서 해석 방법인 역사 문법적 해석은 역사적 성경해석의 회복이었다. 이는 서방교회 교황중심의 알레고리 성경해석으로 중세까지 내려온 4중적 의미의 해석을 비평하고 역사적 성경해석을 서방교회에서 회복한 소중한 공헌으로 평가한다.
신학에 대한 에라스무스의 연구는 종교개혁에 영향을 준 것으로 알려져 있어서, "에라스뮈스는 종교개혁의 알을 낳아 주고, 루터가 그것을 부화시켰다."라는 말이 있을 정도이다. 하지만 그는 루터의 철저한 성경적 종교개혁에 동조하지는 않아서, 1524년 루터를 비판하는 글인 《자유 의지를 혹평함에 대하여》을 썼다. 이에 대해서 루터는 에라스무스가 자신의 신학에 대해서 핵심적인 비판을 했다고 말했다.

## 루터와의 논쟁

### 에라스무스의 중립 성향

#### 중용
에라스무스는 16세기 종교개혁 논쟁의 소용돌이 속에서 극단을 지양하는 중용의 태도를 견지했다. 서방교회 개혁 반대파인 천주교와 개혁 찬성파인 개신교 간의 대립은 누가 봐도 분명했기 때문에 아무도 두 세력 간의 논쟁에서 빠져나올 수 없었다. 에라스무스의 학문적 명성은 대단해서 서방교회의 종교개혁 반대파인 천주교와 개혁 찬성파인 개신교 양 세력은 에라스무스를 끌어들이기 위해 도움을 요청했다. 그러나 에라스무스는 당파성과는 거리가 먼 사람이었다. 성직자의 부정을 비판하면서도 그는 자신이 교회 제도 자체는 인정하며 성직자들에게 악의는 없다고 역설한다. 세상은 그의 풍자를 보고 비웃지만 그의 작업을 막지는 않았다. 그는 자신의 작품이 지식인과 교회 지도자들에게 도움을 줄 것이라 보았다.

#### 루터
마르틴 루터는 신약성서를 독일어로 새로 번역한 후 에라스무스로부터 인정받으려 했다. 1517년 95개조 논제를 발표하고 서방교회의 개혁에 앞섰던 루터는 당시 유럽에서 가장 명망 있는 인물이었던 에라스뮈스의 지지를 받고자 했던 것이다. 에라스뮈스는 교회에 대한 루터의 비판이 옳다고 생각했지만, 루터의 비판이 결과적으로 인문주의자들이 그토록 반대했던 교회 내의 수구 세력과 편협한 수도사들의 입장만 확고하게 만들어줄 것이라고 판단했다. 따라서 그는 “격렬한 언동보다 정중한 중용을 지킴으로써 더 많은 것을 성취할 수 있으리라고 생각한다”는 말로 루터의 제의를 정중히 거절했다. 여기서 에라스뮈스가 말하는 중용은 곧 관용에 대한 호소이자 평화의 추구였다. 루터가 교황에게서 이단자 선고를 받게 되었을 때, 루터를 박해로부터 지켜주기 위해 에라스뮈스가 마인츠 대주교에게 올린 진정서는 그가 설파한 중용 정신이 어떤 것인지를 명백히 보여준다. “불화는 인간을 야수로 만든다. 화합은 죽음 이후에 영혼들을 하느님과 결합시킨다.” 100년 후 유럽 여러 나라들이 종교전쟁을 종식시키고 베스트팔렌 조약을 맺었을 때 그 조약의 원리는 바로 에라스뮈스가 주장했던 평화와 종교적 관용의 정신이었다.

### 논쟁의 시작

#### 루터와의 논쟁
처음에 에라스뮈스는 루터의 교회 비판의 주요 내용에 동의했다. 그는 루터를 "복음의 힘찬 나팔'로 비유하면서 "루터의 개혁 요구를 교회가 시급히 받아들일 필요가 있음은 분명하다"라고 인정했다. 이때 그와 루터는 서로를 존경했다. 루터는 에라스뮈스에게 자기 편에 들어오라고 제안했지만, 에라스뮈스는 그렇게 되면 자신이 일생 동안 추구했던 학문적 활동에서 자신의 입지가 줄어들 위험이 있음을 이유로 거절한다. 에라스뮈스는 오직 독립된 학자로서 종교 개혁에 영향을 미치고자 했다. 한편 루터는 에라스뮈스가 의지 박약과 소심한 성격 때문에 자신의 의무를 회피한다고 느꼈다. 그러나 에라스뮈스는 기존 기독교 체제 안에서 필요한 개혁을 이룰 수 있을 것이라고 믿었다. 중립을 유지하려고 했지만 그는 로마 가톨릭과 개신교 세력으로부터 편파적이라고 비판받았다. 그는 그들 사이에서 중립을 유지하는 것이 양 세력에 대해 무관심한 것이 아니라, 결국 양 세력을 위한 것이라고 생각했다.
| “ | 나는 의견의 대립이 내 천성과 예수의 가르침에 거스르는 것이기 때문에 싫어한다. 나는 엄청난 손실 없이 이 대립이 진정될 수 있을지 의심스럽다. | ” |

에라스무스는 그의 교리문답서, 《사도신경 해설》을 통해 루터의 교리를 비판했다. 루터는 니콜라우스 폰 암스도르프에게 보내는 편지에서 에라스뮈스의 교리문답서를 비판하고 에라스뮈스를 "독사", "거짓말쟁이", "악마의 입과 장기"로 비유했다.

### 자유 의지 논쟁

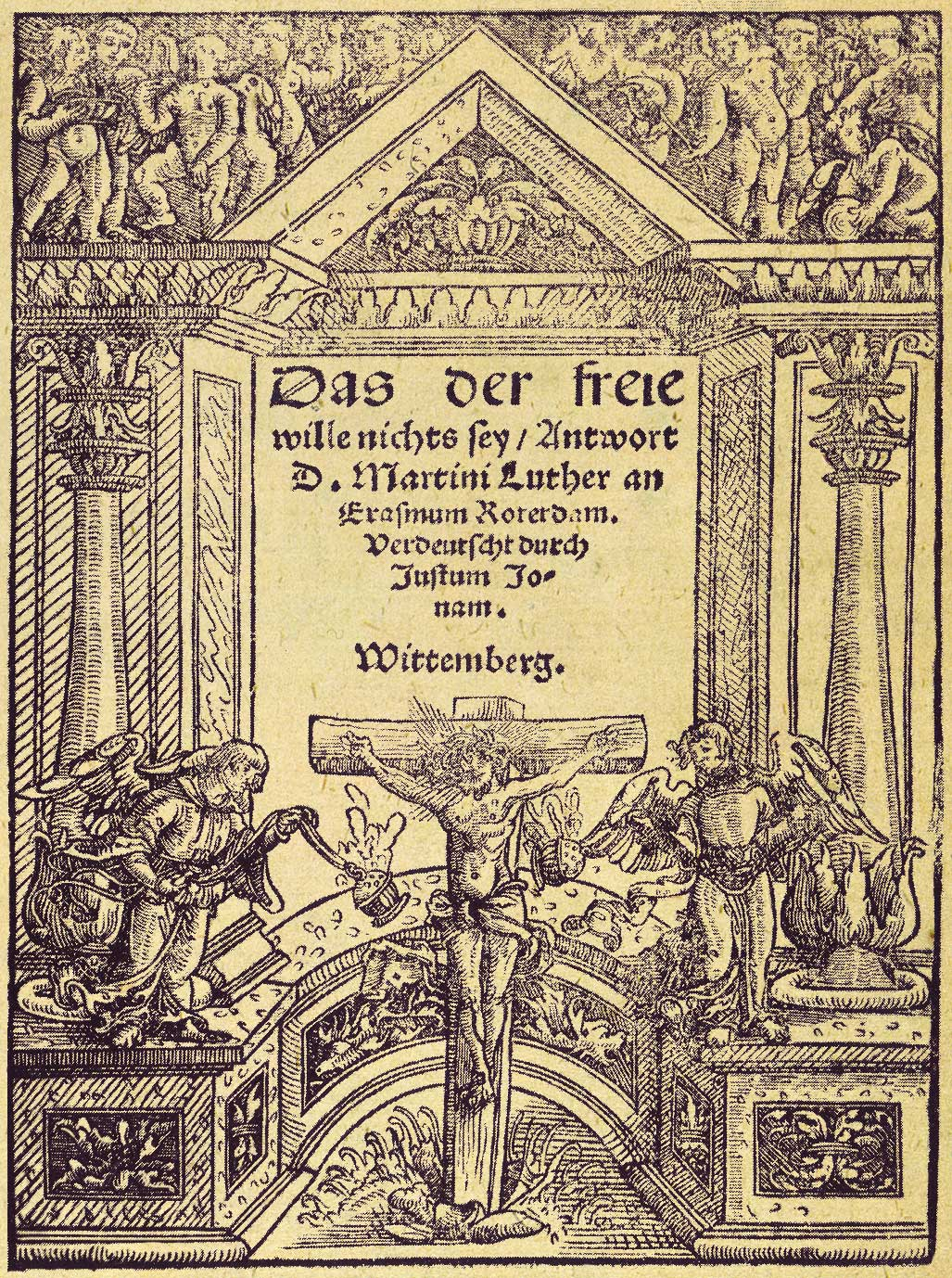
"자유의지가 존재하지 않는다", 루터가 에라스뮈스에게 쓴 편지를 유스투스 요나스가 1526년에 독일어로 번역한 것이다.

에라스무스가 본격적으로 루터를 비판하기로 결심했을 때 다룬 주된 논점은 인간의 자유 의지라는 문제였다. 에라스뮈스는 《자유의지론》(De libero arbitrio diatribe sive collatio)을 통해 인간에게 자유 의지가 없다고 본 루터의 견해를 비판했다. 이에 대한 반박으로 루터는 《노예의지론》(On the Bondage of the Will)을 저술한다. 이 책에서 루터는 에라스뮈스가 기독교도가 아니라고까지 주장했다. 이에 대해 에라스뮈스는 《히페라스피스테스》(Hyperaspistes)를 두 편에 걸쳐 쓰며 자신을 변호했다.

## 평가
에라스무스는 세계주의적 정신의 소유자, 근대 자유주의의 선구자로 유럽 문화에서 자유주의 전통을 형성하는 데 기여했다. 또한 기독교 복원을 위해 당시 교황중심의 서방교회 제도를 비판하고, 성서를 교정하며, 고대 그리스 학문과 예술을 적극 수용하여 경직된 사고방식을 시정하려 함으로써 르네상스 시대 인문주의가 나아갈 길을 제시했다는 평가를 받았다.
마르틴 루터는 《탁상담화》에서 에라스무스를 가리켜 "세상을 욕되게 한 자들 가운데 가장 사악한 자"라고 평가했다. 또 "그는 모무스(Momus,그리스 신화에 등장하는 조롱과 비난의 신)과 같아서, 하나님이든 사람이든, 교황 진영이든 개신교 진영이든 아무에게나 닥치는 대로 비판하고 조롱하지만, 교묘하고 이중적인 표현을 사용함으로써 아무도 자신의 속내를 정확하게 파악하지 못하게 은폐합니다."라고 비판했다. 에라스무스는 학문을 매우 좋아하여, "돈이 있으면 책을 사고나서 양식을 산다"라고 했다.

## 저서
- 《기독교 전사 필휴》 (1504년)
- 《우신예찬》(1511년)
- 《기독교 군주의 교육》(1516년)
- 《자유 의지를 혹평함에 대하여》(1524년)

## 같이 보기
- 에라스뮈스 프로그램

## 주해
1. ↑  15세기 유럽에서는 사제들도 결혼을 하지 않을 뿐 약혼을 통한 가정을 이룰 수 있었다. 당시는 귀족들도 작위 문제로 이런 관계의 가정을 이루는 경우가 종종 있었다. 당시 결혼을 통한 자녀에게 성직, 특히 교황직을 작위 형태로 물려 줄 수 있었으므로 이를 막기 위해 사제의 결혼을 금지한 것이었을 뿐 사제가 약혼자와 가정을 이루는 것을 금지하지 않았다.

## 참고 자료
- 본 문서에는 지식을만드는지식에서 CC-BY-SA 3.0으로 배포한 책 소개글을 기초로 작성된 내용이 포함되어 있습니다.